# Fútbol 7
- No confundir con minifútbol, por ser deportes similares al balompié.

El fútbol 7 (F7) o futsiete (fut7) es un deporte derivado del fútbol con equipos formados exclusivamente por solo 7 jugadores. Este suele ser practicado normalmente de manera amateur más que profesionalmente. El futsiete a nivel mundial no tiene una debida organización federativa que lo represente, que esté legalmente constituida para regirlo, la normativa de este deporte está orientada por varias entidades federativas internacionales de fútbol 7, entre ellas la International Football Association, LTD  (con marca registrada: IFA7; es una entidad de fútbol y no de fútbol 7), otra es la FIF7, que buscan orientar su práctica; las principales normas que definen son: no hay fuera de juego; las dimensiones del terreno de juego en fútbol 7 corresponden a la mitad de un campo de fútbol; el saque de esquina puede ser con la mano o con el pie según la estructura del país donde se practique; las faltas son acumulables, al llegar a la sexta falta se cobra un shoot-out; la tarjeta amarilla deja al jugador fuera de juego por 2 minutos pero puede ser reemplazado por otro jugador del equipo; una tarjeta roja deja al equipo sin un jugador por 2 minutos, después de este tiempo puede ingresar otro jugador, esto también depende del país en el que se juegue y el grado de profesionalidad. Dentro del fútbol 7 se encuentra, como modalidad particular, el fútbol 7 adaptado, uno de los deportes paralímpicos, adaptado para personas con parálisis cerebral. El primer mundial de fútbol 7 se desarrolló en Guatemala en el 2017.

## Portería
Según la normativa de la Federación Internacional de Fútbol 7 (FIF7) el tamaño oficial de una portería de fútbol consiste en dos postes verticales de 2 metros de alto separados a 6 metros uno del otro y unidos por la parte superior por un travesaño horizontal, también.

## Sistemas de juego en el fútbol 7
Los sistemas de juego se refieren a la colocación de los jugadores sobre el terreno de juego, de tal manera que quedan establecidas una serie de funciones y actitudes que estos deben desarrollar en las acciones ofensivas y en las defensivas. Las posiciones que ocupan cada uno de los jugadores son las siguientes:
1. Portero (PO)
2. Defensa lateral derecho (DLD)
3. Defensa central (DFC)
4. Defensa lateral izquierdo (DLI)
5. Medio centro (MC)
6. Delantero izquierdo (DI)
7. Delantero derecho (DD)

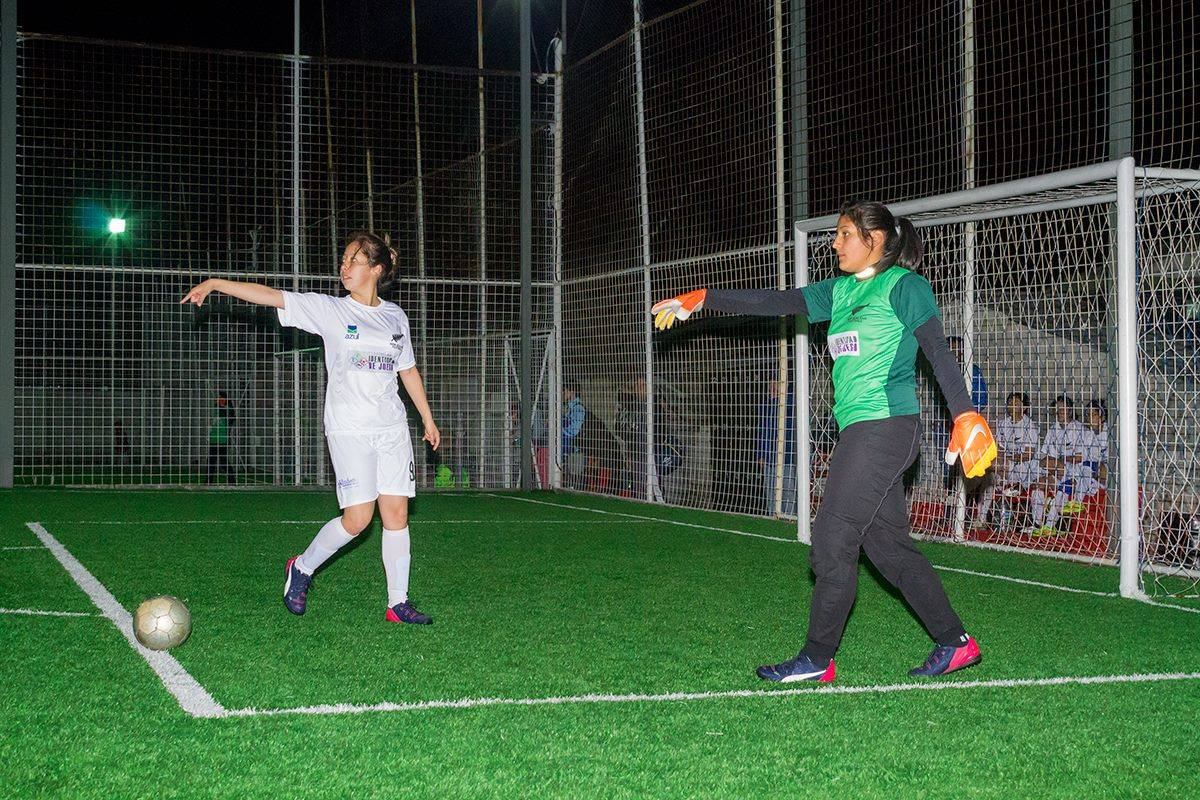
Partido de futsiete femenino

El entrenador es el encargado de establecer la división de tareas de todos los componentes, indicando las funciones que deben desarrollar dentro de su zona de acción.

## Sistemas de juego más comunes del futsiete
Sistema de juego A: 3-3

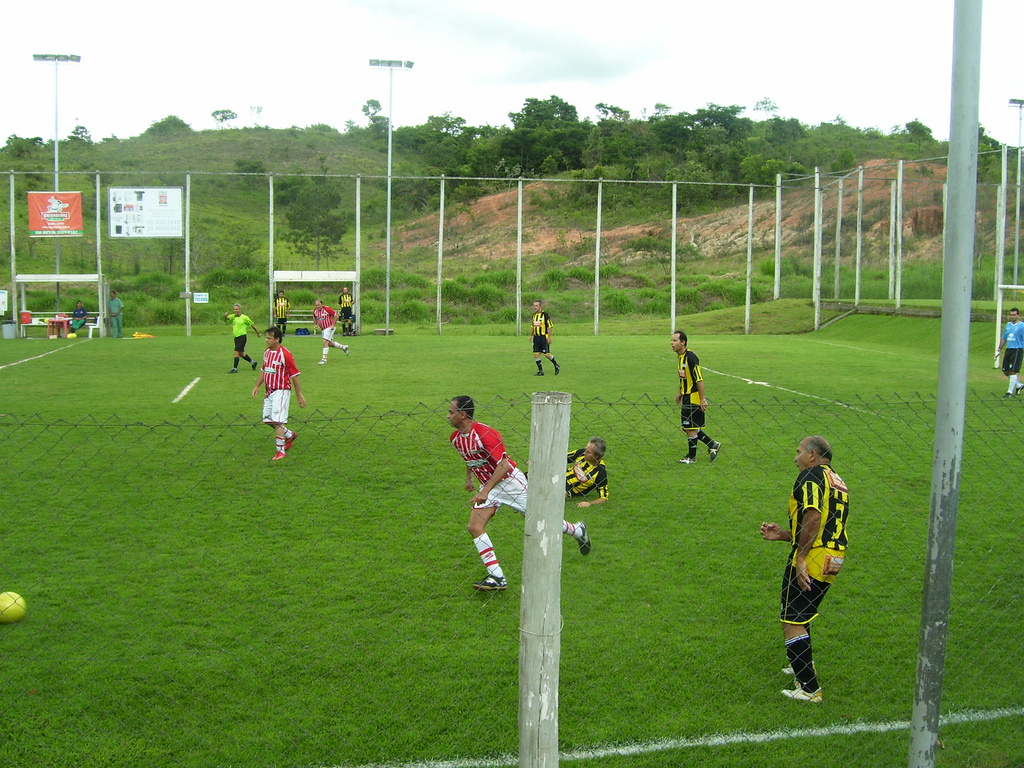
Jugando futsiete

1 portero, 3 defensas (un defensa central y dos laterales, derecho e izquierdo), 3 delanteros (un delantero derecho, un delantero centro y un delantero izquierdo).
En este sistema no existe la colocación en la línea media, sino que nada más se colocan dos líneas (la ofensiva y la defensiva).
Es ideal para los primeros aprendizajes del fútbol 7 ya que así van adquiriendo conocimiento sobre las acciones tácticas, a la vez que todos participan de las acciones ofensivas y defensivas del equipo.
Sistema de juego B: 3-1-2
1 portero, 3 defensas (dos laterales y un defensa central), 1 medio centro, y 2 delanteros (uno derecho y otro izquierdo).
Este sistema se basa en el contraataque, teniendo una buena solidez defensiva. Es uno de los que más se utilizan en las competiciones del fútbol 7.
Sistema de juego C: 3-2-1 (en este caso sería muy defensivo)
1 portero, 3 defensas (dos laterales y un defensa central), 2 medios centros (uno defensivo y otro ofensivo), y 1 delantero centro.
Este sistema es más defensivo y tienen mayor importancia las zonas intermedias y defensivas. Por el contrario, en las zonas ofensivas juega solo un atacante.
Este es uno de los sistemas de juego más utilizados en la práctica del fútbol 7, junto al sistema 1:3:1:2.
Sistema de juego D: 2-2-2

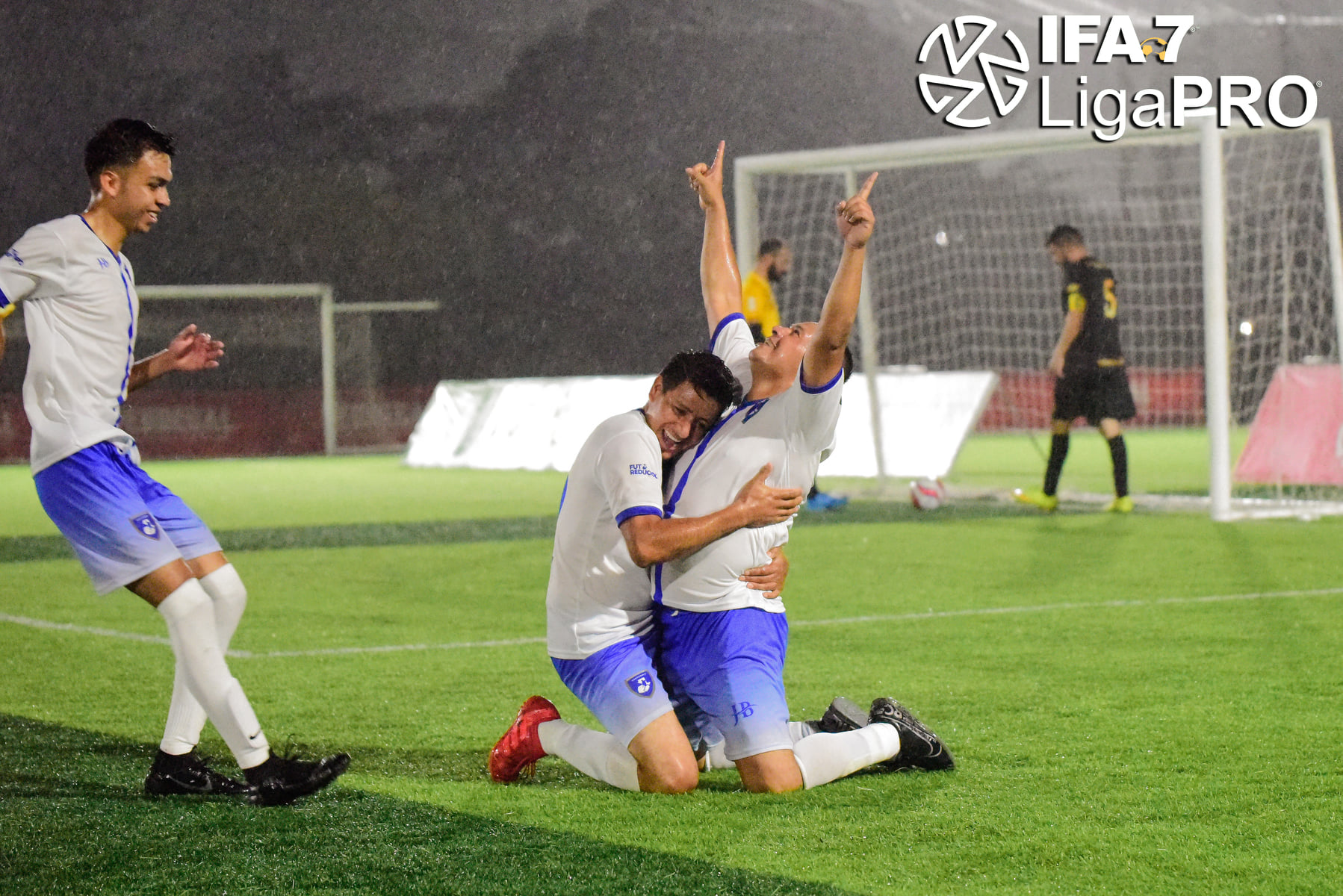
Fútbol 7 - Guatemala

1 portero, 2 defensas (dos laterales, izquierdo y derecho), 2 medios centros (uno izquierdo y otro derecho), y 2 delanteros (uno izquierdo y otro derecho).
Este sistema es uno de los que menos se utilizan ya que predomina el juego por las bandas laterales, y se deja un poco más de lado el corredor central del terreno de juego.
Sistema de juego E: 2-3-1
1 portero, 2 defensas, 3 medios centros (izquierdo, derecho y media-punta/pivote) y un delantero. En este caso se arriesga más en la defensa, y son los mediocampistas los que hacen doble función, ya sea los de las bandas para bajar y subir o el mediocampista central, que hace las veces de media-punta y pivote defensivo.
Sistema de juego F: 3-2-1
1 portero, 3 defensas (un central y dos laterales), 2 medios centros con función de contención y de volantes, y 1 delantero. Esta formación es más pensada para el contraataque, pero si se mantiene el balón será más fácil atacar, porque de todos lados hay compañía.

## Campeonato de España de Fútbol 7
Es una marca registrada por la Asociación Nacional de Fútbol 7, entidad no Federada en España. Lleva organizándose desde el año 2004 de forma ininterrumpida y tiene carácter amateur.